# As romà

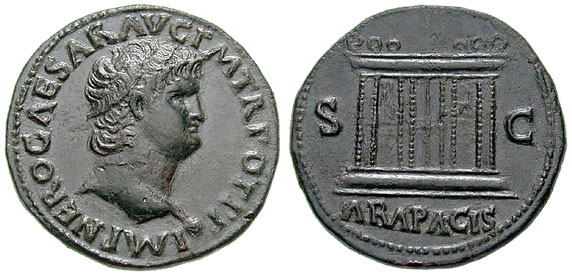
As romà encunyat amb l'efígie de Neró i de l'Ara Pacis.

L'as era la unitat de referència del sistema monetari romà pel que fa a les seves sèries de bronze.

## Pesos i monedes
L'as era una unitat de mesura romana de pes que es coneixia també com a lliura romana i equivalia a 12 unces (unzia). Es dividia en as greu (10 unces), terç d'as (4 unces), quart d'as (3 unces), sisè d'as (2 unces), i l'unça. En un principi, al voltant del 500 aC l'as era simplement un lingot (aes rude) al qual més endavant s'hi començaren a gravar marques (aes signatum).
Com a moneda de bronze l'as va tenir diverses mesures, i cada vegada un nom diferent:
1. Aes grave: es va establir el 289 aC amb un pes de 327,45 grams.
2. Aes libral: era el nom pel nou as de 272 g adoptat el 225 aC.
3. As sextanal: va reduir el pes de l'as fins als 54,4 g a finals d'aquell segle iii aC
4. As uncial: a principis del segle ii aC ja pesava només 27,2 g
5. As semiuncial: i a principis del segle i aC ja només tenia 13'6 grams de metall

Durant tota aquesta època republicana els motius que aparegueren a la moneda eren la proa d'un vaixell i el déu Janus amb les seves dues cares. Després amb l'imperi les cares dels emperadors passaren a ser el senyal de l'as. La moneda es va mantenir fins a la reforma de Dioclecià.
La moneda es dividia en semis, trients, quadrants i sextants.
Val a dir que algunes de les primeres encunyacions de moneda de bronze ibèrica van prendre com a model el pes de l'as uncial, però la majoria van tenir un pes ben bé la meitat respecte de l'as romà.

## Altres asos romans
Van portar també el nom d'as alguns pagaments o tipus de diners:
- As circumforani (Aes circumforeaneum) era el diner prestat pels banquers romans (argentarii) que a tal efecte establien les seves delegacions a la zona a l'entorn del fòrum.[4]
- As eqüestre (aes equestre) era una de les maneres en què es pagava als soldats romans abans de la introducció de l'stipendium regular. L'as eqüestre era la quantitat que es donava a un soldat per la compra d'un cavall. L'as eqüestre era la quantitat que es donava a un soldat de l'infantaria romana en un any, i era equivalent a deu mil asos. Probablement es va crear per Servi Tul·li, quan a la reorganització de l'exèrcit va establir que l'erari públic pagués el cost del cavall als equites.[5]
- As hordeari (aes hordearium) va ser també una de les maneres en què es pagava els soldats romans abans de la introducció de l'stipendium. L'as hordeari era la quantitat que es donava a un soldat pel manteniment d'un cavall. Era equivalent a 2.000 asos.[6]
- As militar (aes militare) era una de les maneres en què es donava la paga als soldats romans abans de la introducció del stipendium.[7]
- As manuari (Aes manuarium) era el diner guanyat jugant a daus a l'Antiga Roma. Es jugava a determinats números posant una moneda obligatòriament, i qui treia la Venus (la figura més alta), guanyava s'emportava tota la suma de diners, que es deia aes manuarium.[8]
- As uxori era una taxa que pagaven els homes que arribaven a la majoria d'edat a l'Antiga Roma i no s'havien casat. El van establir els censors Marc Furi Camil i Marc Postumi l'any 403 aC i no se sap fins quan va existir.[a][9]